# NARAFI

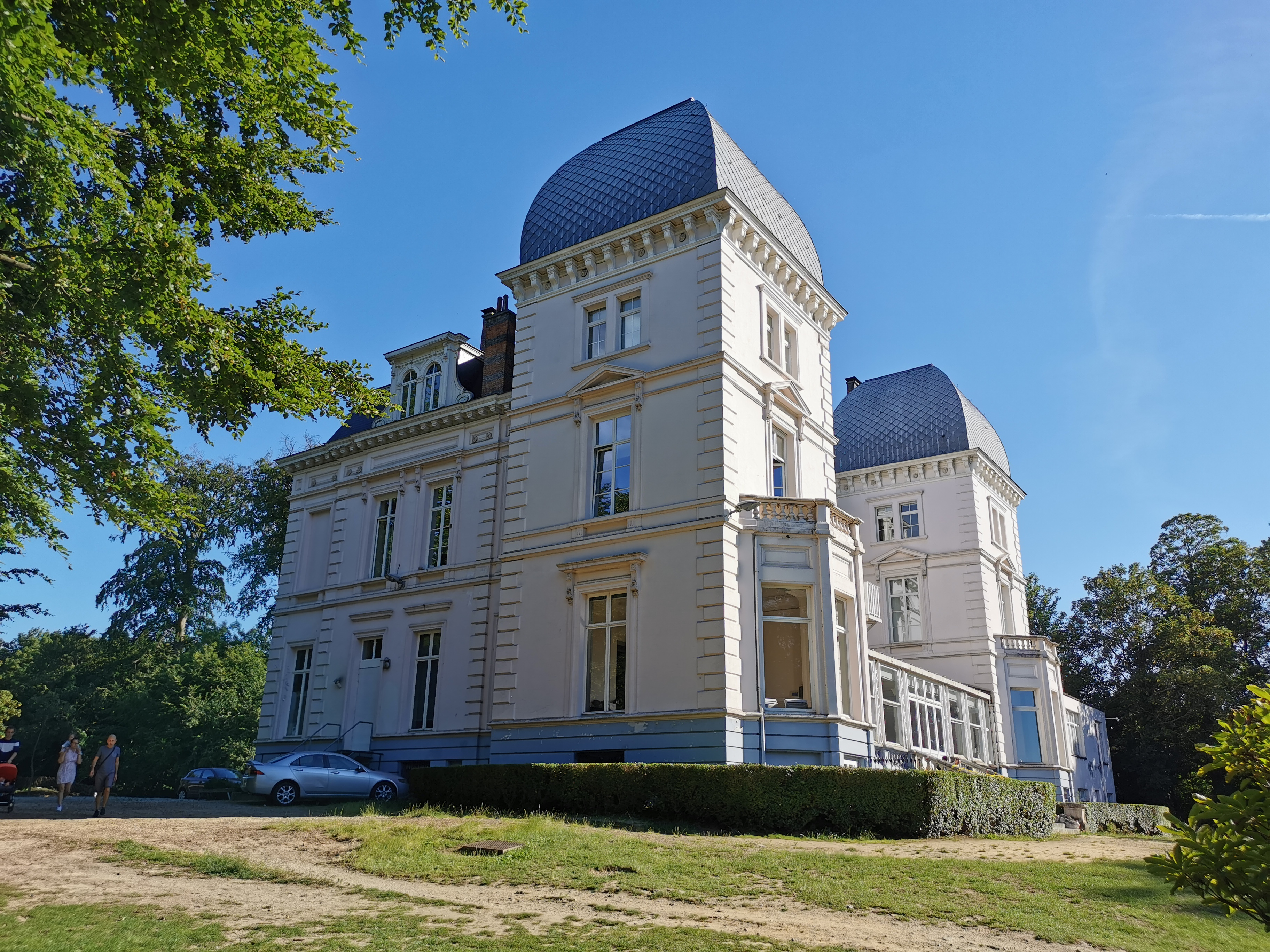
Het Dudenkasteel, hoofdgebouw van NARAFI

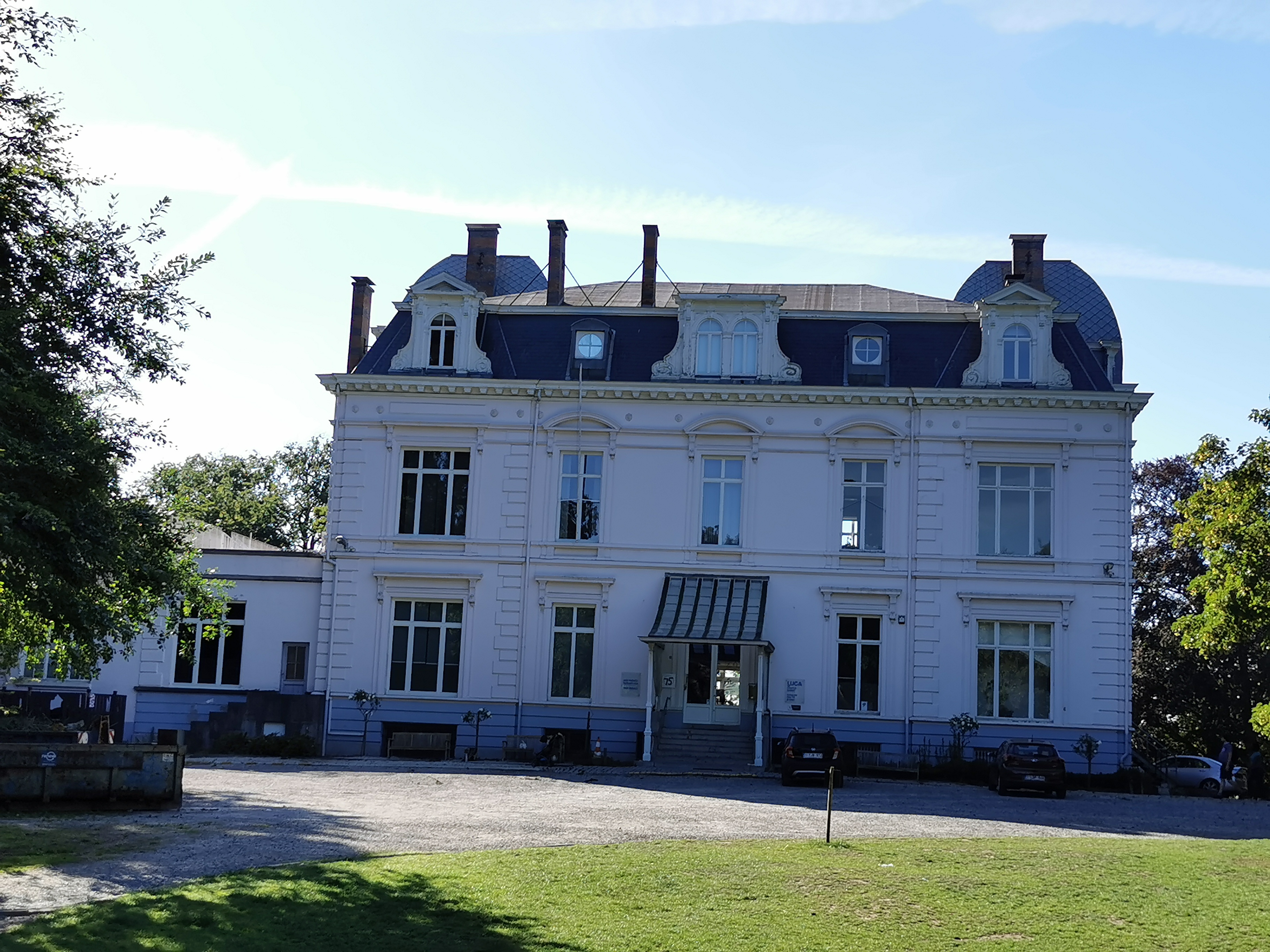
Voorgevel van het hoofdgebouw

NARAFI is een onderdeel en campus van de Belgische Nederlandstalige hogeschool LUCA School of Arts, gevestigd in het Brusselse Vorst. Er worden twee professionele bacheloropleidingen in audiovisuele technieken aangeboden: Film, Video en Televisie en Fotografie. De naam gaat terug op het Nationaal Radio en Film Instituut.

## Geschiedenis
In 1939 richtte Henri Storck de eerste filmschool van België op, het van bij aanvang tweetalige Institut de Radio-électricité et de cinématographie - Nationaal Radio en Film Instituut. Dit gebeurde bij de start van de Belgische radio-uitzendingen om bekwame technici op te leiden. Bij de federalisering van het land behoorde de uit de Nederlandstalige vleugel ontstane hogeschool vervolgens tot de Hogeschool voor Wetenschap en Kunst (WENK), vanaf 2008 tot de Hogeschool voor Kunsten en Architectuur en sinds 2012 tot de LUCA School of Arts. Daarmee valt NARAFI dus ook onder de Associatie KU Leuven, de universitaire associatie rond de KU Leuven. De Franstalige afdeling en tegenhanger van NARAFI, het INRACI (Institut National de Radioélectricité et de Cinématographie) is ook nog actief, als onderdeel van de Haute École Libre de Bruxelles Ilya Prigogine. 
Ook na de splitsing van de filmschool in twee scholen (NARAFI en INRACI) bleven deze nog lange tijd gehuisvest in dezelfde gebouwen, waaronder het Dudenkasteel in het Dudenpark. In 2013 vertrok INRACI uit het kasteel. Dit kasteel, eigendom van de Koninklijke Schenking, wordt nu volledig gebruikt door de opleidingen FOTO en FILM-TV-VIDEO.
NARAFI heeft nog enkele locaties in Vorst. De hoofdcampus ligt in het Dudenpark in Vorst (Victor Rousseaulaan 75). Enkele lessen van de filmopleiding worden gegeven in gebouwen gelegen aan de Besmelaan en in Ten Weyngaert.  
De foto-opleiding van NARAFI is sinds 2013 enkel nog in het Dudenkasteel gevestigd, waar zowel de theorie- als praktijkvakken doorgaan. Sinds academiejaar 2016-2017 organiseert de foto-opleiding ook een werktraject. Dit is een traject voor studenten die werken en studeren in het hoger onderwijs willen combineren, om zo een bachelordiploma fotografie te halen. Ze volgen daarvoor een combinatie van praktijklessen op de campus met theorielessen via afstandsonderwijs.